# Гуральський лад
Гура́льський лад (пол. Skala góralska) — музичний лад, характерний музичному фольклору Карпат, зокрема підгальському регіону Польщі. В основі гуральського ладу — мажорний, але він відрізняється підвищеним четвертим та низьким сьомим (як в мелодичному) ступенем. Близьким до гуральського є гуцульський лад.

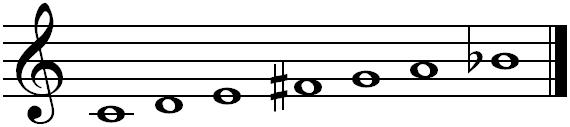
гуральский лад від ноти до

В англомовній літературі лад відомий як «лідійський домінантний» (англ. Lydian dominant scale), і порівнюється з натуральним звукорядом на його проміжку між 8-м і 16-м звуками. В російськомовній літературі зустрічається термін «лідійсько-міксолідійський», що вказує на його подібність до лідійського та міксолідійського ладів.